# Angeliki Panagiotatou

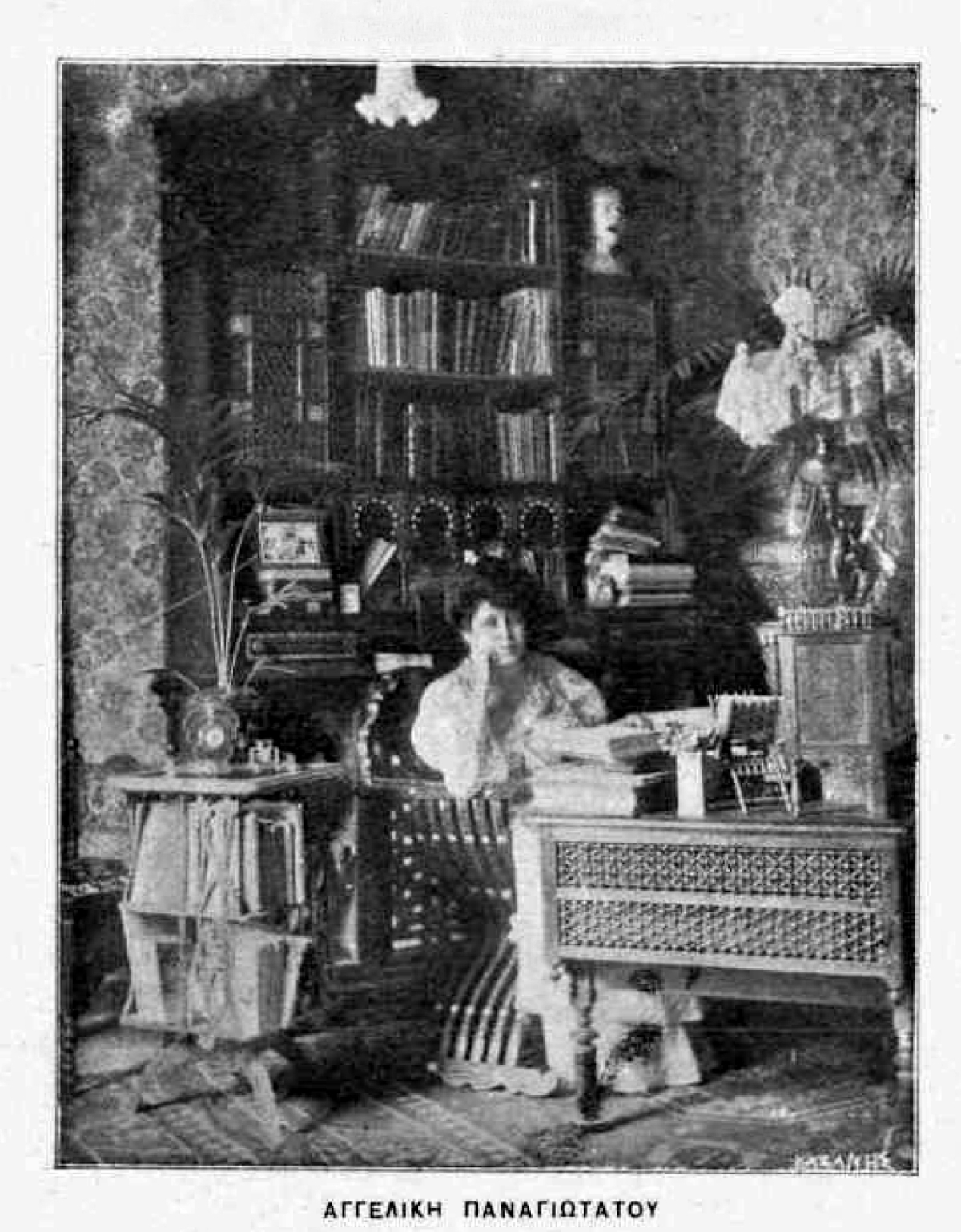
Angeliki Panagiotatou

Angeliki Panagiotatou (griechisch Αγγελική Παναγιωτάτου auch Angelique Panagyotatou; * 1878 in Thinia, Kefalonia, Griechenland; † 24. Januar 1954 in Alexandria, Ägypten) war die erste Frau, die Medizin an der medizinischen Fakultät Athen studierte und lehrte. Sie war das erste weibliche Mitglied der Akademie von Athen. Ihr Forschungsschwerpunkt war Epidemiologie.

## Leben

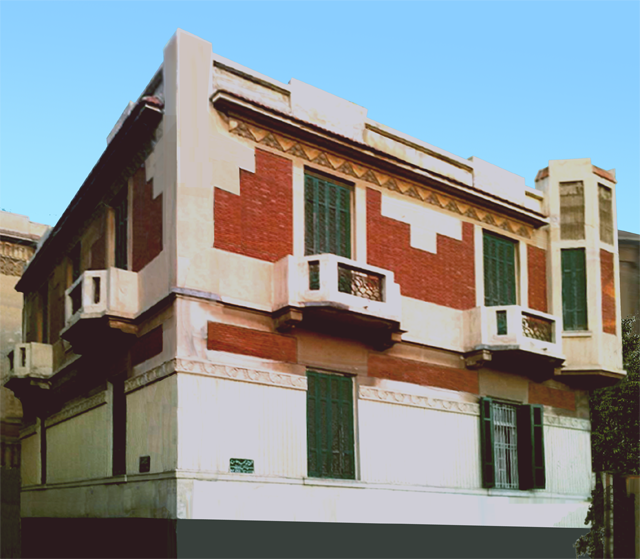
Villa Panagiotatou, Sitz des Vereins Ptolemaios in Alexandria 2016

Angeliki Panagiotatou kam auf der ionischen Insel Kefalonia zur Welt, als die Insel bereits zum jungen griechischen Staat gehörte. Ihr Vater war ein weitgereister, wohlhabender und weltoffener Kaufmann, der großen Wert auf die Bildung seiner Töchter Angeliki und Alexandra legte. Früh wurde Panagiatatou nach Korfu geschickt, um dort die für Frauen ihrer Schicht übliche Bildung in Fremdsprachen und im Klavierspiel zu erhalten. Sie lernte Französisch, Italienisch und Englisch. Ihre Schulbildung setzte sie am Arsakio-Gymnasium und der Schule der französischen Nonnen in Athen fort. Da Frauen damals keine gymnasiale Abschlussprüfung ablegten, verließ sie die Schule ohne ein Abschlusszeugnis, obwohl sie herausragende Leistungen erbracht hatte.
Nach ihrem Studium war sie kurz verheiratet und ließ sich wegen der sie einschränkenden Eifersucht ihres Gatten scheiden.
1900 zog Panagiotatou nach Alexandria, wo sie sich neben ihrer Berufstätigkeit sowohl sozial als auch kulturell in der griechischen Diaspora engagierte. Sie gründete 1934 den ersten griechischsprachigen literarischen Salon in Alexandria namens Philologische Gesellschaft griechischer Damen in Alexandria (Φιλολογική Συντροφιά Ελληνίδων Κυριών Αλεξανδρείας), dem sie bis zu ihrem Tod vorstand. Ihr Salon wurde ein Treffpunkt einheimischer Intellektueller, aber er wurde auch von besuchenden Künstlern und Wissenschaftlern aus Griechenland frequentiert. Neben ihrer wissenschaftlichen Forschung beschäftigte sie sich auch mit Literatur, Poesie und Medizingeschichte. Unter dem Pseudonym Ankel Naio (Άνγκελ Ναγιώ) veröffentlichte sie ein nicht wissenschaftliches Buch mit dem Titel Im Glanz der Pharaonen.
Panagiotatou unterstützte in ihrer zweiten Heimat Alexandria die Schule der Arbeiterinnen (σχολείο Εργατίδων), eine Bildungsstätte für arbeitende Frauen, und organisierte Kinderfreizeiten, um deren Gesundheit wieder herzustellen.
Außerdem war Panagiotatou Mitglied des Vereins griechischer Wissenschaftler Ptolemaios der Erste (Πτολεμαίος ο Α΄), den sie von 1942 bis 1944 als Präsidentin führte. Sie vermachte ihre Villa in Alexandria der griechischen Gemeinde unter der Bedingung, dass der Verein dort beherbergt werde. Ihrem letzten Willen wurde entsprochen und seit 1957 bis heute befindet sich dort der Sitz des Vereins. In dem Gebäude können ihr Arbeitszimmer und ihre Bibliothek besichtigt werden.
Angeliki Panagiotatou starb 1954 in Alexandria.

## Karriere
Nachdem Frauen für das Studium an der Universität Athen zugelassen worden waren, bewarb sich Angeliki Panagiotatou zusammen mit ihrer Schwester Alexandra 1892 an der medizinischen Fakultät um einen Studienplatz. Diese Bewerbung wurde mit der Begründung abgelehnt, dass die Schwestern das obligatorische Abschlusszeugnis des Gymnasiums nicht vorweisen konnten. Panagiotatou beharrte aber auf dem damals geltenden Recht und verlangte, dass man ihre Schwester und sie stattdessen einer Eingangsprüfung unterziehen solle, die beide zur großen Überraschung der Professoren bestanden. Damit wurden sie die ersten Frauen, die in Griechenland Medizin studierten.
An der medizinischen Fakultät der Universität Athen studierten die beiden Schwestern von 1893 bis 1897. Beim Betreten der Lehrsäle mussten sie jeweils Schmährufe wie „In die Küche, in die Küche!“ der Kommilitonen über sich ergehen lassen. Der griechische Schriftsteller Zacharias Papantoniou, der etwa zur selben Zeit die medizinische Fakultät besuchte, erinnerte sich, dass die beiden Frauen deshalb versuchten, nur gemeinsam mit dem jeweiligen Lehrenden die Räumlichkeiten zu betreten. Nachdem auch das nicht half, musste – so Papantoniou – der „Dämon der griechischen Barbarei“ mit Stockhieben gebändigt werden. Trotz der heftigen Ablehnung seitens ihrer männlichen Mitstudenten absolvierten Angeliki Panagiotatou und ihre Schwester das Medizinstudium nach vier Jahren – Angeliki sogar mit Auszeichnung. Das Thema ihrer Dissertation lautete Über die Pest. Aufgrund der Vorbehalte gegen ihr Geschlecht konnte sie in Griechenland nicht als Ärztin arbeiten. Nachdem sie deshalb eine Zeitlang als Französischlehrerin in Athen an einer Schule unterrichtet hatte, zog sie um 1900 mit ihrer Schwester nach Ägypten, um dort als Ärztin zu arbeiten. Ihre Schwester Alexandra erlag bald danach einer schweren Krankheit. Angeliki Panagiotatou wurde nach einer Prüfung bei einem staatlichen Krankenhaus als Fachärztin für Hygiene eingestellt, wo sie über die Cholera- und die Pestepidemien forschte. Für ihre wissenschaftlichen Abhandlungen wurde sie 1902 als erste Frau von der ägyptischen Regierung mit dem Nil-Orden ausgezeichnet.
1908 wurde Panagiotatou als Dozentin für Epidemiologie an der Universität Athen eingestellt. Damit war sie die erste Frau, die an der medizinischen Fakultät lehrte. Während ihrer Antrittsvorlesung Gesellschaft und Epidemiologie 1910 soll es unter den vorwiegend männlichen Studierenden zu Protesten gegen sie als weibliche Lehrende gekommen sein. Diese begrüßten sie mit sexistischen Rufen (Catcalling). Sie ertrug auch diese Diskriminierung stoisch und setzte ihre Arbeit außerhalb Griechenlands fort.
1921 forschte sie am Pariser Institut Pasteur bei dem Nobelpreisträger Alphonse Laveran und hielt auch eine viel beachtete Vorlesung an der Sorbonne mit dem Titel On the Gymnastics of the Ancient Greeks (Über die Gymnastik der alten Griechen). In dieser Zeit nahm sie auch am 2. Internationalen Kongress für Medizingeschichte teil, bei dem ihre Abhandlung Über die Hungersnot, wie sie bei Thukydides beschrieben wurde lobend erwähnt wurde. Darüber hinaus erhielt sie verschiedene Auszeichnungen, unter anderem von der Medizinischen Akademie in Paris. Sie wurde in den 1920er Jahren als Wissenschaftlerin in Europa so bekannt, dass die deutsche Publizistin Elga Kern sie in ihrem Buch Führende Frauen Europas (veröffentlicht 1930) zu den 25 wichtigsten Frauen der Zeit zählte.
Trotz ihrer internationalen Karriere wurde sie erst 1938 zur Professorin für Hygiene und Tropenpathologie an die Universität Athen berufen und schließlich 1947 zur ordentlichen Professorin befördert. Sie war die erste Frau, die eine solche Position innehatte. Mit ihrer Karriere gilt sie als Pionierin für die akademische, medizinische Ausbildung der Griechinnen. Ihre Ernennung zum ersten weiblichen korrespondierenden Mitglied der Akademie von Athen 1950 bezeugte schließlich, dass sie von anderen griechischen Wissenschaftlern anerkannt wurde. Auch der Medizinhistoriker Mirko Grmek erwähnte ihre Forschung in seinem Werk Krankheiten zu Beginn der westlichen Zivilisation (veröffentlicht 1983). Zu ihrem in mehreren Ländern veröffentlichten Werk gehören mehrere medizinische Bücher, über 170 wissenschaftliche Abhandlungen und Beiträge zur Medizingeschichte.

## Veröffentlichungen (Auswahl)
- Υγιεινή επιδημιολογία, οροθεραπεία Εναρκτήριος λόγος εις το μάθημα τηε επιδημιολογίας, εκφωνηθείς τη 24 Νοεμβρίου 1908 εν τη Μεγάλη αιθούση της Νομικής Σχολής (Hygienische Epidemiologie, Serotherapie. Der Eröffnungsvortrag im Kurs der Epidemiologie, gehalten am 24. November 1908 im Großen Saal der Juristischen Fakultät). Typ. Konstantinidou, Athen 1909.
- Survie du Vibrion cholerique dans l' eau du Nil (Überleben der Vibrio-Cholera in den Gewässern des Nils). Masson, Paris 1913.
- A l' occasion de deux cas de Filariose (Anlässlich zweier Fälle von Filariose). Tachydromos, Alexandria 1919.
- L’hygiène chez les anciens Grecs (Hygiene bei den alten Griechen). Vigot Frères, Paris 1923.
- Quelques mots sur l'affection diphterique et surtout la diphterie primitive du nez (Einige Worte zur Diphtherie und besonders zur primären Diphtherie der Nase). Paris 1923.
- Ρώμη και χαρά (από την κοινωνική υγιεινή) (Rom und Freude (aus der Sicht der Sozialhygiene)). Grammata, Alexandria 1927.
- Conférence d'hygiene preventive donné à l'institut Rousseau de Genève en Juin 1927 (Konferenz über vorbeugende Hygiene gehalten am Rousseau-Institut in Genf im Juni 1927). Paris 1927.
- Στα θάμβη των Φαραώ (Im Glanz der Pharaonen). Typografeiou tou Emboriou, Alexandria 1929. (veröffentlicht unter ihrem Pseudonym)
- Μαθήματα μικροβιολογίας (Mikrobiologische Kurse). Grammata, Alexandria/Athen 1928.
- Περί χολέρας (Über Cholera). Gavathas P.G., Athen, 1934.
- Περί εξανθηματικών τύφων (Über Ausschlag bei Typhus). Gavathas P.G., Athen 1933.
- Περί σχιστοστωμιάσεως, (Über Schistostomie). Athen 1933.
- Ο αγών της ζωής μου (Der Kampf meines Lebens). Selbstverlag, Alexandria 1951.